# 유신 (아무절후)
유신(劉信, ? ~ 기원전 62년)은 전한 후기의 제후로, 하간헌왕의 증손이다.

## 행적
시원 3년(기원전 84년), 아버지 유선의 뒤를 이어 아무후(阿武侯)에 봉해졌다.
아무절후 23년(기원전 62년)에 죽으니 시호를 절이라 하였고, 작위는 아들 유영제가 이었다.

## 출전
- 반고, 《한서》 권15상 왕자후표 上

| 전임 아버지 아무경후 유선 | 전한의 아무후 기원전 84년 ~ 기원전 62년 | 후임 아들 아무희후 유영제 |